# Darīleh
Darīleh (persiska: دريله, دَرِّه لِه, Davīleh, دویله) är en ort i Iran.   Den ligger i provinsen Kurdistan, i den nordvästra delen av landet, 400 km väster om huvudstaden Teheran. Darīleh ligger 1 447 meter över havet och antalet invånare är 151.
Terrängen runt Darīleh är huvudsakligen kuperad, men västerut är den bergig. Darīleh ligger nere i en dal. Runt Darīleh är det ganska tätbefolkat, med 60 invånare per kvadratkilometer. Närmaste större samhälle är Sarvābād, 17,2 km väster om Darīleh. Trakten runt Darīleh består i huvudsak av gräsmarker.